# Pokémon Scarlet i Pokémon Violet
Pokémon Scarlet i Pokémon Violet són dos videojocs de rol desenvolupats per Game Freak i publicats per Nintendo i The Pokémon Company per a Nintendo Switch. Es van anunciar el febrer de 2022 i són les primeres entregues de la novena generació de la sèrie de videojocs Pokémon. Es van estrenar el 18 de novembre de 2022.
Els jocs es van anunciar com a part d'una presentació del Pokémon Presents el 27 de febrer de 2022, mitjançant un tràiler en directe. L'1 de juny de 2022, es va publicar un segon tràiler que mostrava els Pokémon llegendaris de la coberta de les caixes juntament amb més imatges de joc i nous Pokémon.

## Trama i context
Pokémon Scarlet i Violet s'ambienten en la regió de Paldea dins l'univers de Pokémon. Tant el territori, com la gastronomia i la cultura es veuen basats en la península Ibèrica, sobretot en Espanya. El jugador inicia el joc visitant l'Acadèmia Naranja (en Scarlet) o Uva (en Violet) amb l'objectiu de participar en la Caça del Tresor anual, on el personatge rival, Nemona, anima al jugador a explorar Paldea i trobar el seu propi tresor. A partir d'aquí, s'obren tres històries simultanies perquè el jugador experimenti. Per una banda trobem la Starfall Street, on el jugador té com a missió derrotar a una banda d'estudiants rebels anomenats Team Star. Per una altra banda, la història de la Path of Legends té com a objectiu principal explorar la regió de Paldea per lluitar contra Pokémon gegants i obtenir la Herba Mystica. Finalment, la ruta principal és la Victory Road, la qual segueix la tradició de la sèrie de lluitar contra els vuit líders de gimnasos de la regió per a finalment enfrontar-se al campió i convertir-se en el millor entrenador de Pokémon. A diferència dels títols anteriors en els jocs de la línia principal, no hi ha un ordre fixe perquè el jugador s'enfronti als líders de gimnasos.